# Мвуба, Изидор
Изидор Мвуба (фр. Isidore Mvouba; род. 8 января 1954, Киндамба, департамент Пул, Французская Экваториальная Африка) — конголезский политический и государственный деятель, 16-й премьер-министр Конго в 2005—2009 годах.

## Биография
В 1977 году начал трудовую карьеру с работы к железной дороге. Позже вступил в ряды Конголезской партии труда (КПТ) и стал членом её политбюро. Считался приближённым лицом президента Дени Сассу-Нгессо, организовывал его избирательные кампании 1992 и 2002 годов. В 1993 году отклонил предложение первого демократически избранного президента Республики Конго Паскаля Лиссуба занять пост министра торговли.
С 1997 года занимал ключевые посты при президенте Дени Сассу-Нгессо. Во время Гражданской войны в Республике Конго в 1997—1999 годах работал директором кабинета главы государства. Был министром транспорта, гражданской авиации и торгового флота с 1999 по 2005 год (отвечал за координацию действий правительства, начиная с 2002 года).
В январе 2005 года назначен премьер-министром, эта должность была восстановлена после длительного перерыва, что вызвало волну критики в адрес президента, поскольку должность не была предусмотрена конституцией страны.
С 2007 года Исидор Мвуба — временный генеральный секретарь Конголезской партии труда.
В 2009 году пост премьер-министра вновь был ликвидирован, а Мвубу назначен на должность государственного министра экономики и транспорта Конго, ответственным за координацию работы министерств, связанных с инфраструктурой (2009—2012). В 2013 году по состоянию здоровья провёл более пяти месяцев в Париже. Позже вернулся в Конго. По возвращении заявил, что он в хорошем состоянии и возвращается на работу.
Впоследствии, до 2016 года занимал пост государственного министра по промышленному развитию.
C 19 августа 2017 года — председатель Национальной ассамблеи Республики Конго.